# Sân bay quốc tế Ta'izz
Sân bay quốc tế Ta'izz (IATA: TAI, ICAO: OYTZ) là một sân bay quốc tế ở Ta'izz, thủ phủ Ta'izz Governorate, Yemen.

## Hãng hàng không và tuyến bay
| Hãng hàng không | Các điểm đến                                  |
| --------------- | --------------------------------------------- |
| Felix Airways   | Aden, Djibouti, Dammam, Riyan Mukalla, Sana'a |
| Yemenia         | Cairo, Jeddah, Riyadh, Sana'a                 |

## Tai nạn và sự cố
- Ngày 19 tháng 3 năm 1969, Douglas C-47 4W-AAS của Yemen Airlines rơi ngay sau khi cất cánh due to an incorrectly assembled elevator trim tab hoạt động ngược lại với cách vận hành bình thường. Máy bay đang thực hiện bay thử, tất cả bốn phi hành đoàn đều thiệt mạng.[1]
- Ngày 13 tháng 12 năm 1973, Douglas DC-3 4W-ABR của Yemen Airlines đã được báo cáo bị hư hại vượt quá mức sửa chữa kinh tế.[2]